# Neuropatia motoria multifocale
La neuropatia motoria multifocale, con o senza blocchi di conduzione (MMN) è una rara neuropatia immunomediata, disimmune e idiopatica, caratterizzata solitamente dalla presenza di blocco di conduzione cronico o temporaneo sui nervi motori ma non sui nervi sensori, o nel loro malfuzionamento a causa dell'attacco del sistema immunitario ai gangliosidi dei neuroni assonali del sistema nervoso periferico, in seguito a reazione con obiettivo errato degli anticorpi durante un'infezione. La malattia è caratterizzata in fase acuta dall'elevata presenza di titoli anticorpali anti-GM1. La MMN è stata descritta per la prima volta a metà degli anni '80.
La MMN non è solitamente pericolosa per la vita. Chi è affetto dalla malattia soffre di indebolimento muscolare senza deficit sensitivo e senza paralisi, una sintomatologia clinica iniziale piuttosto simile all'esordio della SLA (sclerosi laterale amiotrofica), una malattia del motoneurone con la quale può essere confusa in fase iniziale. La neuropatia motoria non colpisce il primo e il secondo motoneurone, ma gli assoni motori periferici, prolungamento del secondo motoneurone. Rispetto alla SLA la funzione motoria nella MMN diminuisce molto più lentamente, nel corso di decenni, e soprattutto a differenza della SLA, la MMN può essere trattata con successo. Nella maggioranza dei casi la MMN non porta, di solito, a grave disabilità; inoltre non colpisce i muscoli respiratori. In alcuni casi il deficit rimane lieve e la malattia va in remissione da sé.

## Descrizione
È simile alla sindrome di Guillain-Barré e alla neuropatia assonale, ossia a genesi autoimmune/disimmune durante e dopo infezione da Campylobacter jejuni, virus dell'influenza o virus di Epstein-Barr con reazione immunitaria contro gli antigeni del nervo e danno mielinico periferico, ma differisce per il prevalere di deficit motorio multineuropatico cronico, con esordio distale agli arti superiori, a polso, dita e braccia. Il paziente mostra di solito ipostenia, crampi, mioclono, tremore da astenia, fascicolazioni, dolore muscolare leggero, esauribilità muscolare, polso e piede cadente, disturbi della flessione del dito fino a "mano ad artiglio", disturbi ulnari e radiali (segno di Froment, segno di mano cadente o "benedicente", da non confondere con i segni identici delle sindromi da intrappolamento nervoso locale), insofferenza al freddo e al caldo.
Di solito viene diagnosticata tra i 40 e i 60 anni, ma può colpire a qualsiasi età, anche intorno ai 20, in maggioranza uomini e in generale con percentuale di 1 ogni 100 000 persone. Non è pericolosa per la vita, non colpendo i muscoli respiratori, e vi sono trattamenti che aiutano a rinforzare i muscoli collegati ai nervi danneggiati, che mostrano un leggero calo di massa. I sintomi sensitivi sono pochi e secondari.
In alcuni casi i sintomi sono lievi e spesso non necessitano di trattamento, mentre molti pazienti hanno un peggioramento lentamente progressivo negli anni soprattutto alle mani e alle braccia, che può ostacolare i compiti manuali o la deambulazione, con debolezza anche alle gambe, specialmente con l'invecchiamento. Solitamente non si sviluppa mai una grave invalidità o disabilità, e non porta mai a paralisi completa in fase acuta.

## Diagnosi
Si nota con elettromiografia ed elettroneurografia e altri esami la presenza di blocchi di conduzione dell'impulso motorio, visualizzabili all'PEM per rallentamento della velocità di conduzione nervosa e per aumento della latenza, in assenza di deficit sensitivo rilevante. Nell'80% dei pazienti è rilevabile durante la fase critica autoimmune la presenza di anticorpi circolanti anti-GM1, che tuttavia possono essere anche assenti.
In remissione può avvenire reinnervazione completa, mentre la massa muscolare mostra sempre i segni della passata sofferenza neurogena, mostrando all'EMG tipiche linee e potenziali aumentati anomali o abnormi, durante la contrazione. Anche in fase attiva, i blocchi di conduzione talvolta non si rilevano in ENG o sono temporanei e ciò rende difficoltosa la diagnosi. Vi sono studi su un'associazione tra MMN senza blocchi di conduzione e anticorpi anti-GD1 anziché anti-GM1; questi gangliosidi sono di solito localizzati negli assoni delle radici anteriori e nella giunzione muscolare presinaptica e ciò potrebbe spiegare perché i blocchi siano osservabili con difficoltà nei normali studi di conduzione nervosa.
La diagnosi differenziale è, oltre che con le altre neuropatie, miopatie e disturbi neurologici del SNC come sclerosi multipla, in fase iniziale anche con le malattie del motoneurone, per somiglianza di alcuni sintomi d'esordio con quelli di patologie molto più gravi di questo gruppo, come la sclerosi laterale amiotrofica (ipostenia ad uno o più arti, rapidamente progressiva, crampi, fascicolazioni). Siccome i sintomi sono poco specifici la diagnosi è spesso ritardata da qualche mese ad anni dall'esordio.

## Terapia e prognosi
Dove si renda necessaria una cura, la terapia della fase acuta è con immunoglobuline ad alto dosaggio (2 g/kg ogni 60 giorni o 1 g/kg ogni 30 giorni), senza uso di steroidi, seguita da fisioterapia. In casi gravi può essere usata la ciclofosfamide.
Può svilupparsi la sindrome da crampi e fascicolazioni benigne, o la MMN può cronicizzarsi o dare però origine ad neuromiopatie come la sindrome di Isaac o la sindrome dell'uomo rigido.